# Čebotarevskij
Čebotarevskij (in russo Чеботаревский?) è un chutor della Russia europea, situato nell'Oblast' di Volgograd.